# 박영출
박영출(朴永出, 1909년 - 1975년 5월 9일)은 개신교 목회자 출신의 정치인이다. 제2·3대 국회의원을 지냈다.

## 약력
- 동경신학대학 졸업
- 대한예수교장로회(통합) 숭덕교회 목사
- 자유당 중앙정치훈련원장
- 제2대, 제3대 민의원의원

## 역대 선거 결과
|  | 14.40% |

|  | 34.77% |

|  | 8.66% |

|  | 17.77% |

|  | 21.77% |

## 참고자료
- 《대한민국 의정총람》, 국회의원총람발간위원회, 1994년
- 박영출 - 대한민국헌정회